# ژنراتور خورشیدی
ژنراتور خورشیدی یا دینام خورشیدی (به انگلیسی: Solar dynamo) یک فرایند فیزیکی است که باعث ایجاد میدان مغناطیسی خورشید می‌شود. این فرایند با توجه به نظریه دینامو (که دلیل بودن یا نبودن میدان مغناطیسی در سیاره‌ها را توجیه می‌کند) توضیح داده شده‌است. بر پایهٔ این نظریه؛ یک ژنراتور الکتریکی به‌طور طبیعی در فضای داخلی خورشید وجود دارد، که به پیروی از قوانین آمپر، فارادی و اهم، و همچنین قوانین دینامیک شاره‌ها، که در کنار هم قوانین مگنتوهیدرودینامیک را تشکیل می‌دهند، جریان‌های الکتریکی و یک میدان مغناطیسی را در اطراف خورشید تولید می‌کنند. مکانیسم دقیق ژنراتور خورشیدی هنوز به روشنی دانسته نیست و موضوع بررسی‌های کنونی است.

## مکانیسم
ساختار یک ژنراتور انرژی جنبشی را به انرژی الکترومغناطیس تبدیل می‌کند. هر مایع رسانای الکتریکی نیز برابر قانون لنز می‌تواند در شرایطی با ورتیسیته یا حرکت‌های پیچیدهٔ دیگر، موقتاً سبب تقویت با تغییر در میدان مغناطیسی شود.